# 浣花桥
浣花桥位于中国浙江省宁波市海曙区横街镇凤林村，南宋桥梁，南北向横跨在浣溪河上，为二墩三孔石梁平桥，长16.16米，桥面阔2米，用2-3块不规则长条石铺筑而成，桥面原无桥栏，现两侧设有白铁管护栏，桥墩采用三块薄石板直竖，石板西边薄，为分水尖，以减轻上游洪水对桥墩的冲击，2010年9月公布为鄞州区文物保护单位，2018年12月28日因行政区划调整公布为海曙区文物保护单位。